# 前世今生
《前世今生》（嵐のデスティニィ）是日本少女漫畫家高城可奈的長篇連載系列作品，於1991年6月開始分別於宙出版社、創美社發行，集英社發售，但是已經絶版的單行本，又重新於有聲雜誌漫畫書庫復刊，發行絶版的單行本，而尚未完結。2008年9月現在，前世今生再由『夢幻館』雜誌（朝日新聞社）正在連載中。目前台灣單行本前世今生系列第一部全10冊以全1集不同書名發行，續集前世今生second stage第二部全3冊，而現今正在連載發行的前世今生third stage第三部已發行到第7集，由台灣東立出版社發行。

## 故事簡介
本故事的主角速瀨和宏原本只是個平凡又快樂的普通男高中生，但是自從學校來了個轉學生藤木秀人後，卻為他的命運掀起驚濤駭浪。他向和宏說「我終於找到妳了，我不會再讓妳離開我了‧‧‧」之後，便強吻了他。原來速瀨和藤木是一千三百年前莎莉斯汀公主與騎士阿利維斯，因為白王的破壞而被迫分離。轉世到現代的兩人，儘管前世是一對情侶，但今世投胎成為男生的和宏（莎莉斯汀）無法接受藤木（阿利維斯）的愛。因此，藤木每天都對和宏窮追不捨。
然而，有位神秘客從以前就覬覦著和宏，大家都稱他為白王，白王前世為了要佔有莎莉斯汀公主，而對阿利維斯採取攻擊，可是卻也殺害了公主，但是白王並未此而罷休，他追隨兩人到今世。他派遣部下屢次讓和宏、藤木及夥伴們陷入困境，而在千鈞一髮之際，和宏總是激發自身的魔力來化解危機，但隨著魔力的解放，和宏將漸漸無法控制自己，這是非常嚴重且棘手的問題。
和宏對於無法控制自己的魔力，會傷及無辜一事感到非常難過，此時他們從思拉口中得知有一種能自由操縱魔力的道具，那就是飛龍之眼，然而，飛龍之眼已經破裂為無數的碎片，四散各地。所以，和宏等人為了尋找飛龍之眼的碎片，只好進入異世界展開冒險之旅。
而後，兩人成功地收集了許多碎片，而且兩人更堅定對彼此的情意，決心共同對抗命運，不過白王卻露出從容的表情……。

## 登場人物

### 主要角色
- 速瀨和宏（はやしせかずひろ）（前世：莎莉斯汀（セラスティーア）公主）

本故事的主角，是位有活力、不向多詭命運低頭的高中生，前世是莎莉斯汀公主，因為與阿利維斯相愛而拒絶了白王的求婚，不料卻因此導致自己的父母與國家滅亡，自己也為保護阿利維斯而死，和宏在與藤木重逢前都還只是個平凡的普通男高中生。
- 藤木秀人（ふじきひでと）（前世：騎士阿利維斯（アーウィス））

藤木是魔法師，一千三百年前為了尋找莎莉，阿利維斯努力修行從騎士轉變為魔法師，所以會使用轉世的魔法，在一千三百年來在輪迴轉世中不斷地尋找著前世無法守護的莎莉斯汀公主。在找到轉世的公主是男生後，卻完全不介意性別差距，只因為愛她的心從未改變過。
- 松岡祐里子（まつおかゆりこ）（前世：愛莉思（エリス））

和宏的班級老師。五百年前左右愛莉思是女巫，但要被處死的前一天，被阿利維斯救了一命，從此便對阿利維斯戀戀不忘，不過，在現世知道阿利維斯對莎莉有深厚的情感之後，便一直幫助他們度過難關。
- 佛瑞斯多（フレストル）

愛莉思的丈夫，不過沒有在一起了，因為愛莉思認為沒有人比阿利維斯更為重要的人了，但敵不過愛莉思的眼淚會出手幫助和宏他們。曾經是白王的部下，但已改邪歸正，後來幫助和宏及夥伴們。
- 法利爾（ファリル）

從嬰兒時期就具有強大的魔力，認為是被魔鬼附身，便被父母拋棄在樹下，而被佛瑞斯多撿到而收養，現在成為佛瑞斯多的忠心的僕人。
- 鈴原靖俊（すずはらやすとし）（前世：哈沙特（ハサート））

大學2年級生，21歲，在前世時和阿利維斯是好朋友。有一個妹妹因為生重病住院，就在這時東王德斯塔羅出現，希望能幫助他抓住和宏帶到白王身邊去，並能醫治好他的妹妺，但因有和宏的幫助，使得妹妹能健康痊癒，並和和宏成為知心的朋友。
- 鈴原美生（すずはらびしょう）

父母因車禍雙亡，從小便跟著哥哥相依維命的生活在一起。
- 思拉（スーラ）

稀代的魔女占卜師，梅沙爾人的首領。曾導引和宏和阿利維斯去尋找飛龍之眼，所在處就在東方的香替之地，並預言他們今後所要經歷的考驗。
- 佐久間美弓（さくまびゆみ）

和宏的青梅竹馬，是高中同班同學。是和宏從小暗戀的女孩，當阿利維斯出現時，說出和莎莉斯汀的前世因緣之後，卻極力地想湊合他們。
- 小莎（さっちゃん）／小惠（えっちゃん）

和宏的高中同班同學，美弓的女性朋友，也是和美弓一樣，是和宏和阿利維斯的應援團。
- 橋本浩志（はしもとひろし）

和宏的高中同班同學。曾被東王的部下控制要尋找轉世後的莎莉斯汀公主而被利用。

### 次要角色
- 白王（しろのおう）

被人們稱為白王或者白君，本身擁有更強大的魔力和不死之身，從前世到現在，為了要得到莎莉，屢次派部下狙擊和宏並且傷及身邊的人，是個魔力強大站在頂端的男魔法師。
- 德斯塔羅（テスタイト）（東王）

四天王之一，掌管東方要塞的孟提貝拉，白王的部下。富有智慧，但是偶爾犯錯誤。
- 克拉克（カラク）（西王）

四天王之一，掌管西方要塞的達文，白王的部下。本身是劍士，比起使用魔法更得意拿手的是劍術。最討厭用耍手段的事，是四天王之中最正直的性格。
- 露裘（ルージュ）（南王）

四天王之一，掌管南方要塞的珊提魯拉，白王的部下，四天王裡的唯一女性。擁有強大的魔力，然而性格是會恍惚的做事。曾和和宏、阿利維斯一起消滅多里村的山賊團。
- 柯迪亞（コーディア）（北王）

四天王之一，掌管北方要塞的帕思提爾，白王的部下。個性是個有點女性化的男性。常常因為芝麻小事和阿利維斯起衝突，可說是八字超級不合的性格。但也是個常常使用小手段的人。
- 魯提耶魯（ルティエル）

東王德斯塔羅的弟弟。哥哥總是說弟弟是個問題很多的人，但覺得並不像是個笨蛋的樣子。

## CD廣播劇

### 聲優人員
前世今生CD廣播劇1、2專輯全體聲優人員
- ()內為廣播劇聲優，資料來源來自於日文維基
- 速瀨和宏（聲優：緒方惠美）
- 藤木秀人（聲優：綠川　光）
- 莎莉絲汀（聲優：根谷美智子）
- 松岡祐里子（聲優：嶋方淳子）
- 佛瑞斯多（聲優：井上和彥）
- 佐久間美弓（聲優：野上由加奈）
- 小莎（聲優：西村千奈美）
- 小惠（聲優：嶋村　薫）
- 橋本浩志（聲優：上田祐司）
- 竹内由宇（聲優：神谷浩史）
- 國王(莎莉的父親)（聲優：江川史生）
- 王妃(莎莉的母親)（聲優：松下美由紀）

### 其他聲優人員
青野　武、私市　淳、中井和哉、増谷康紀、長澄高士

### 曲名目錄
前世今生-CD廣播劇第1張專輯
- 01
- 02
- 03

前世今生-CD廣播劇第2張專輯
- 01
- 02
- 03
- 04
- 05
- 06
- 07

## 單行本

### 第一部
- 全10冊，單一集，有連貫劇情

| 卷數 | 書名         | 東立發行日期（ISBN）                | 原名                 | 宙出版社發行日期（ISBN）    |
| ---- | ------------ | ----------------------------------- | -------------------- | --------------------------- |
| 1    | 前世今生     | 1999年9月14日（ISBN 9789573426447） | 嵐のデスティニィ     | 1991年6月（9784391913583）  |
| 2    | 魔女水晶球   | 1999年9月14日（ISBN 9789573426455） | 魔女の水晶球         | 1992年5月（9784391913989）  |
| 3    | 尋找莎莉公主 | 1999年9月14日（ISBN 9789573426463） | セラスティーアを捜せ | 1993年4月（9784391914306）  |
| 4    | 微熱少年     | 1996年2月10日（ISBN 9789573433648） | 微熱少年             | 1994年6月（9784391914894）  |
| 5    | 俘虜公主     | 1999年9月14日（ISBN 9789573433923） | 捕われの姫君         | 1995年3月（9784391915273）  |
| 6    | 我們結婚吧!  | 1997年4月19日（ISBN 9789573448157） | 結婚式をしよう       | 1995年8月（9784391915440）  |
| 7    | 結界之森     | 1997年8月5日（ISBN 9789573451115）  | 結界の森へようこそ   | 1996年7月（9784391916058）  |
| 8    | 緋色少女     | 1997年12月8日（ISBN 9789573454793） | 緋色の少女           | 1997年1月（9784391916256）  |
| 9    | 神的新娘     | 1998年1月1日（ISBN 9789573473976）  | 神の花嫁             | 1997年10月（9784872871920） |
| 10   | 飛龍之眼     | 2000年3月6日（ISBN 9789573490064）  | 竜王の瞳             | 1998年9月（9784872872552）  |

### 第二部
- 全3冊

| 卷數 | 書名                 | 東立發行日期（ISBN）                | 原名                         | 集英社發行日期（ISBN）     |
| ---- | -------------------- | ----------------------------------- | ---------------------------- | -------------------------- |
| 1    | 前世今生second stage | 2002年4月15日（ISBN 9789861101996） | 嵐のデスティニィsecond stage | 2001年5月（9784420170307） |
| 2    | 前世今生second stage | 2003年3月27日（ISBN 9789861116747） | 嵐のデスティニィsecond stage | 2002年6月（9784420170413） |
| 3    | 前世今生second stage | 2004年9月24日（ISBN 9789861150369） | 嵐のデスティニィsecond stage | 2003年7月（9784420170529） |

### 第三部
- 目前已發行第5集

| 卷數 | 書名                 | 東立發行日期（ISBN）                | 原名                         | 朝日新聞社發行日期（ISBN）       |
| ---- | -------------------- | ----------------------------------- | ---------------------------- | -------------------------------- |
| 1    | 前世今生Ⅲthird stage | 2007年3月7日（ISBN 9789861194899）  | 嵐のデスティニィ third stage | 2006年5月（ISBN 9784257905578）  |
| 2    | 前世今生Ⅲthird stage | 2008年3月17日（ISBN 9789861194905） | 嵐のデスティニィ third stage | 2007年10月（ISBN 9784022131003） |
| 3    | 前世今生Ⅲthird stage | 2008年8月28日（ISBN 9789861019222） | 嵐のデスティニィ third stage | 2008年5月（ISBN 9784022131188）  |
| 4    | 前世今生Ⅲthird stage | 2009年10月8日（ISBN 9789861037905） | 嵐のデスティニィ third stage | 2009年5月（ISBN 9784022131331）  |
| 5    | 前世今生Ⅲthird stage | 2010年12月8日（ISBN 9789861061047） | 嵐のデスティニィ third stage | 2010年7月（ISBN 9784022131560）  |

## 外部連結
- （日語）高城可奈官網-可奈的玩具箱